# Szum morza
Szum morza (jap. 海がきこえる, transliterowane na alfabet łaciński jako Umi ga kikoeru) – japoński pełnometrażowy animowany film telewizyjny, wyprodukowany przez Studio Ghibli i wyemitowany po raz pierwszy na antenie telewizji NTV w dniu 5 maja 1993 roku. Stanowi ekranizację powieści pod tym samym tytułem, autorstwa japońskiej pisarki Saeko Himuro.
Był pierwszym filmem Studia Ghibli, którego nie wyreżyserował żaden z dwóch założycieli wytwórni (byli nimi Hayao Miyazaki i Isao Takahata). W założeniu miał być stosunkowo niskobudżetową produkcją, za którą odpowiadała grupa młodszych filmowców związanych ze Studiem. Reżyserował 34-letni wówczas Tomomi Mochizuki. Do dziś pozostaje jedynym pełnometrażowym filmem Studia stworzonym specjalnie dla telewizji. Bywa często zestawiany z Powrotem do marzeń, filmem Takahaty z 1991 roku. Obie produkcje nie zawierają żadnych elementów fantastyki czy science-fiction (co jest dość nietypowe w dorobku Studia), zaś znaczna część ich fabuły dotyczy wspomnień bohaterów z czasów szkolnych.

## Opis fabuły
Taku Morisaki i Yutaka Matsuno są najlepszymi przyjaciółmi, uczniami prowincjonalnej (jak na japońskie warunki) szkoły średniej w Kōchi na wyspie Sikoku. Nieoczekiwanie, na krótko przed końcowymi egzaminami, do ich szkoły przenosi się uczennica z Tokio, Rikako Muto. Jest raczej wyniosła i niedostępna, podśmiewa się ze specyficznego akcentu swoich kolegów i patrzy na nich z góry. Mimo to Yutaka zakochuje się w niej. Z czasem, w wyniku splotu nieplanowanych wydarzeń, uczuciem zaczyna do niej pałać także Taku.

## Obsada (oryginalny dubbing japoński)
- Nobuo Tobita jako Taku
- Toshihiko Seki jako Yutaka
- Yōko Sakamoto jako Rikako
- Kae Araki jako Yumi Kohama

i inni